# Soppressata

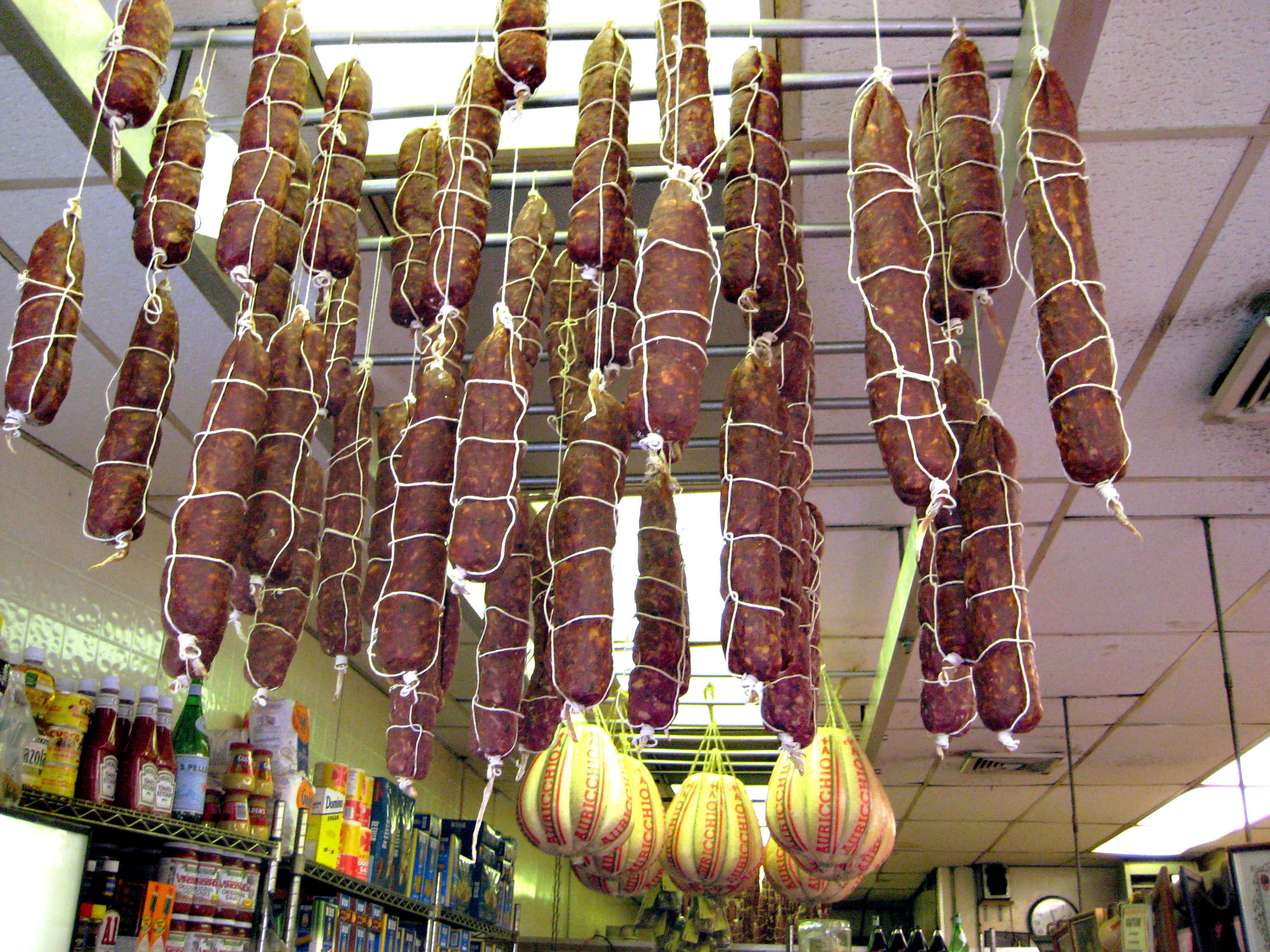
Soppressata maison dans un magasin de Brooklyn.

La soppressata (ou soperzata) est un salami typique de la Calabre, Basilicate, Molise et des Pouilles, généralement piquant. Avec le même nom mais préparé différemment, c'est aussi un produit de la charcuterie toscane et ligure.

## Préparation
La soppressata est préparée à partir de viande de porc ou de bœuf coupée (traditionnellement à la main) en petits morceaux, associée à des petits cubes de lard. Elle peut être fumée, séchée ou cuite et a une forme cylindrique irrégulière et légèrement aplatie.

## Consommation
Elle est dégustée au début du repas en entrée : hors-d'œuvre (antipasti), présentée en tranches finement coupées, elle est proposée avec d'autres variétés de charcuterie italienne.
Aux États-Unis, elle est très populaire notamment en Pennsylvanie, et dans les pizzerias, elle est aussi devenue une garniture de pizza alternative au pepperoni.

## Variantes
Au niveau national, dans les régions productrices, la soppressata est reconnue Produit agroalimentaire traditionnel (PAT).
- Soppressata di Basilicata: quasiment tous les villages lucaniens ont leur savoir-faire traditionnel, notamment dans les communes de Castelluccio, Rivello, Cancellara, Vaglio et Lagonegro.
- Soppressata di Puglia : la plus connue est celle de la sub-région de Murgia et plus précisément des villes de Gravina in Puglia et de Martina Franca.
- Soppressata di Napoli : réalisée dans le cadre d'une cuisine familiale et sans prétention commerciale. En Campanie, une autre version est la soppressata di Gioi, seul salami campanien lardé, fabriqué à partir de pièces de viande de porc (filet, cuisse, longe et épaule) et produit principalement sur le territoire de cette commune. En raison du peu de producteurs (deux adhérents au projet), il est soutenu[2] par un Presidio.
- Soppressata di Calabria (it) : actuellement, elle est la seule à avoir obtenu le label d’appellation d'origine protégée (AOP). Un autre exemple fameux de la région est la soppressata di Decollatura où sont nombreux les consommateurs qui chaque année rejoignent la commune pour s'approvisionner : elle est également recensée dans la base de données de l'Arche du goût.
- La soppressata toscana (plus souvent dite soprasata mais aussi capofreddo ou capaccia)  est composée des tendons, de la couenne et de la tête (sauf les yeux et le cerveau) et une partie du cou du cochon.

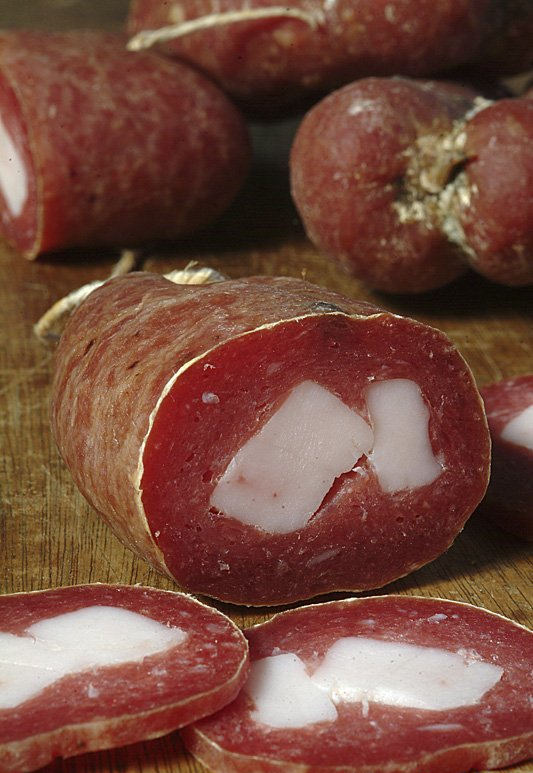
Soppressata di Gioi.
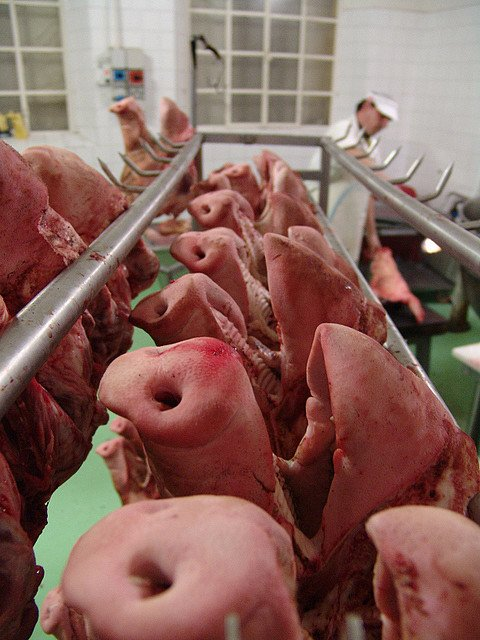
Têtes de porc pour la soppressata toscana.
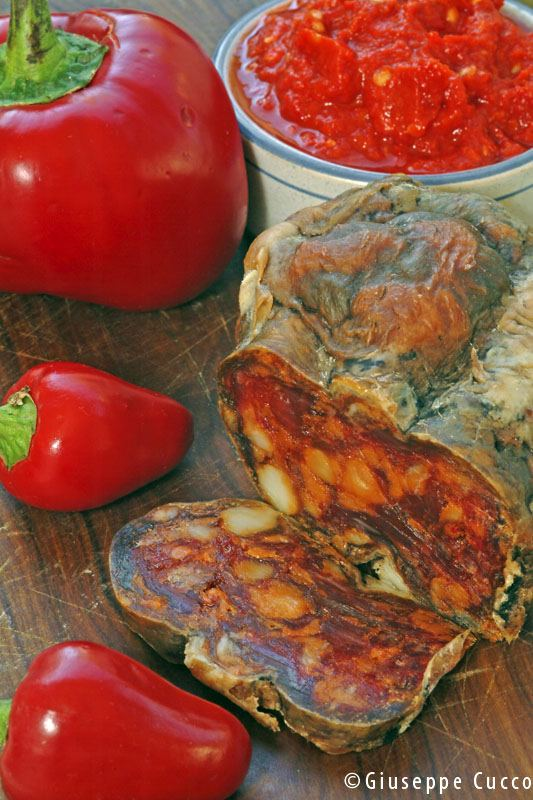
Soppressata di Decollatura.
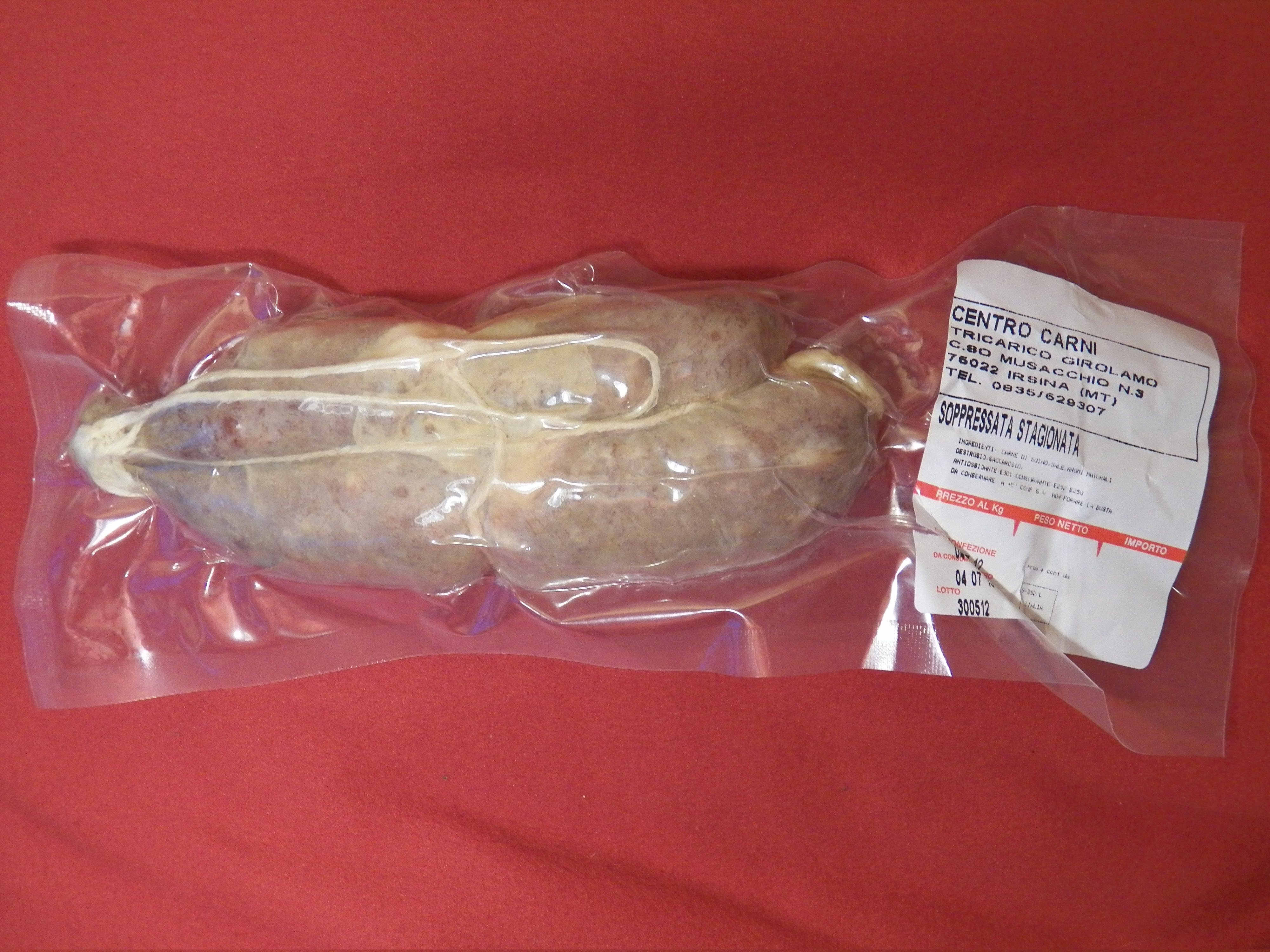
Soppressata de Basilicate sous vide.